# Ernestas Spruogis
Ernestas Spruogis (* 1975 in Vilnius) ist ein litauischer Jurist, Richter und seit 2023 Vizepräsident des Obersten Verwaltungsgerichts Litauens.

## Leben
Von 1993 bis 1998 absolvierte Ernestas Spruogis das Diplomstudium der Rechtswissenschaften an der Juristischen Fakultät der Universität Vilnius (VU). 2002 promovierte sie an der Lietuvos teisės universitetas (MRU). Von 1998 bis 2005 lehrte er dort als Lektor.
Von 1996 bis 1999 war er Bankjurist bei UAB Medicinos bankas. Von 1997 bis 2005 arbeitete er als Richtergehilfe am Verfassungsgericht. Ab
2005 lehrte er als Dozent bei Mykolo Romerio universitetas.
Von 2005 bis 2008 leitete er die Rechtsabteilung am Verfassungsgericht. Von 2008 bis 2021 war er Richter am Bezirksverwaltungsgericht Vilnius.
Seit August 2021 ist Ernestas Spruogis Richter und seit 2023 war sie Vizepräsident Gerichtspräsidentin am Obersten Verwaltungsgericht Litauens.